# دیسکودرمولید

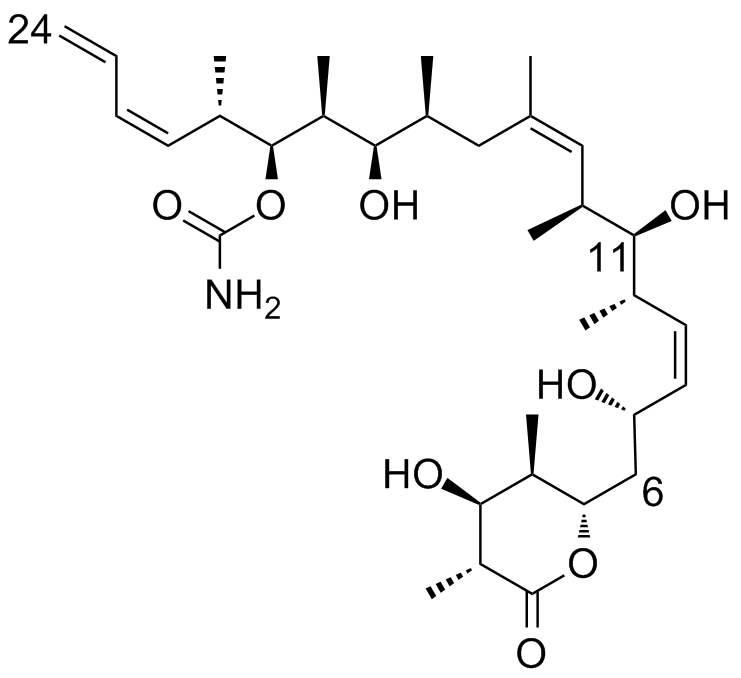
نمایی از ساختار شیمیایی دیسکودرمولید

دیسکودرمولید (به انگلیسی: Discodermolide) با فرمول شیمیایی C33H55NO8 یک ترکیب شیمیایی با شناسه پاب‌کم 3776 است. که جرم مولی آن ۵۹۳٫۷۹ گرم بر مول می‌باشد.